# ハスラー・ホイットニー
ハスラー・ホイットニー（Hassler Whitney、1907年3月23日 - 1989年5月10日）は、アメリカ合衆国の数学者である。特異点理論の創設者の一人であり、多様体、埋め込み (数学)、はめ込み、特性類、幾何学的積分論において基本的な業績を残した。

## 生涯

### 人生
ホイットニーはニューヨーク・シティに1907年3月23日に生まれた。父親であるエドワード・ボールドウィン・ホイットニーは最初の地区ニューヨーク州高位裁判所の判事だった母親であるA. ジョジーファ・ニューコム・ホイットニーは芸術家で、政治に活動的だった。父方の祖父はウィリアム・ドワイト・ホイットニーで、イェール大学の古代語の教授で、言語学者で、サンスクリットの研究者だった。ホイットニーはコネティカット州知事で上院議員のロジャー・シャーマン・ボールドウィンの孫であり、アメリカの生みの親であるロジャー・シャーマンの玄孫だった。母方の祖父母は、天文学者で数学者であるサイモン・ニューカムと、海岸調査の最初の監督者であったフェルディナンド・ルドルフ・ハスラーの孫娘であるメアリー・ハスラー・ニューコム(Mary Hassler Newcomb)だった。叔父であるジョサイア・ホイトッニーは、ホイットニー山を調査した最初の人である。
ホイットニーは3度結婚した。最初の妻はマーガレット・R・ハウエルで1930年5月30日に結婚した。3人の子供ができ、ジェームズ・ニューコムとキャロルとマリアンという名だった。最初の離婚後、1955年1月16日、メアリー・バーネット・ガーフィールドと結婚した。2人の娘、サラ・ニューコムとエミリー・バールドウィンができた。最後に、ホイットニーは2番目の妻と離婚し、1986年2月8日にバーバラ・フロイド・オスターマンと結婚した。
ホイットニーと最初の妻であるマーガレットは、1939年ニューイングランドの現代建築の歴史に影響を与える革新的な決定をした。この時、二人は建築家エドウィン・B・グーデル・ジュニアに、マサチューセッツ州ウェストンの家族のための新居を設計するよう依頼した。二人は、グーデルにより数年前に設計された別の国際的な様式の住居の隣に、リチャードそしてカロライン・フィールドの設計した歴史上重要な道路上の岩が多い丘の中腹の敷地を購入した。
当時珍しい建築だった平らな屋根、同じ高さの木材の羽目、端の窓などの際立った特徴により、ホイットニーハウスはまたその地域で、想像力豊かであるとの反応を受けた。住居は、メインの住居空間を、南の太陽と美しい眺めが見渡せる窓を伴う地上階に据え置いた。ホイットニーハウスは今日でもフィールドハウスと共に残っており、最初の建設から75年以上経っている。二つの家は、歴史上有名なSudbury Road Areaに貢献した構造物である。

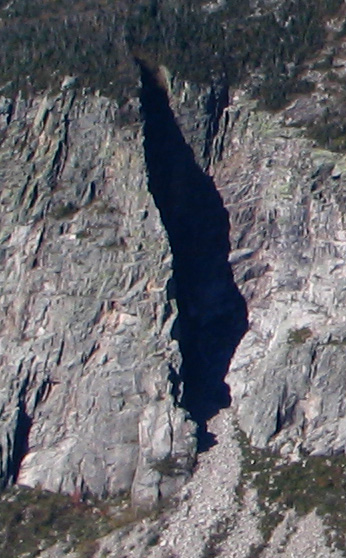
The Whitney–Gilman ridge on Cannon Mountain

人生を通して、ホイットニーは2つの趣味に没頭した。それは音楽と登山である。バイオリンとヴィエラの熟達した演奏家として、ホイットニーはPrinceton Musical Amateursと共に演奏した。ホイットニーは一日置きに6から12マイル、外で習慣として走った。学部生の時、いとこであるBradley Gilmanと共に、ホイットニーは1929年、ニューハンプシャー州のキャノン・マウンテンのホイットニー・ギルマン背の初の登頂を成し遂げた。それは東部の最も困難で最も有名なロッククライムであった。ホイットニーはスイス・アルペン境界とイェール登山協会（イェール・アウトドアクラブの前身）の会員で、スイスの山の頂上を最も踏破した人物だった

#### 死去
3度目の結婚から3年後である1989年5月10日、ホイットニーはプリンストンで、発作の後、死去した。ホイットニーの願いに従って、ホイットニーはスイスのデンツ・ブラッチェスの頂上で灰がまかれた。数学者でスイス・アルペン・クラブの会員であったオスカー・ビュルレと共に1989年8月20日に埋葬された。

### 学問上の経歴
ホイットニーはイェール大学に入学し、1928年に物理学の学士号を、1929年に音楽の学士号を各々取得した。1932年、ハーバード大学で数学の博士号を取得した。博士論文は『The Coloring of Graphs』であり、ジョージ・デビット・バーコフの指導下で書かれた。ハーバードで、バーコフはまた、1930年から1931年の期間の講師、そして1934年から1935年の期間の助教授としての職をホイットニーに与えた。後に以下のような職を務めてきた。1931年から33年まで数学のNRCフェロー、1935年から40年まで助教授、1940年から46年まで准教授、1946年から52年まで教授、1952年から77年までプリンストン高等研究所の教授、1977年から89年まで名誉教授、1953年から56年までアメリカ国立科学財団の数学の議長、1957年コレージュ・ド・フランスの交換教授、1966年から67年まで全米研究評議会の数理科学研究の支援をする記念委員、1979年から82年まで国際数学教育委員会の議長、1943年から45年まで合衆国防衛研究委員会の研究数学者、そして数学学校の構築者。
ホイットニーは米国科学アカデミーの会員だった。1946年アメリカ数学会の学会講師、1948年から50年まで副会長、1944年から49年までアメリカ数学ジャーナルの編集者、1949年から54年までMathematical Reviewsの編集者、1946年から51年まで委員会講義議長、1953年から54年までアメリカ数学会の委員会夏季講師であった。

### 名誉
1947年、ホイットニーはアメリカ哲学協会に選出され、会員となった。1969年、『The mathematics of Physical quantities』（1968a, 1968b）の2つのパートからなる論文に対して、レスター・R・フォード賞を授与された。1976年、アメリカ国家科学賞を授与された。1980年ロンドン数学会の名誉会員に選出された。1983年、ウルフ財団からウルフ賞数学部門を受賞し、最後に1985年アメリカ数学会からスティール賞を受賞した。

## 業績

### 研究
1930年から1933年までのホイットニーの初期の業績は、グラフ理論に関するものである。彼の貢献の多くはグラフ彩色についてであり、コンピュータ支援による四色問題の最終的な解法はホイットニーのいくつかの結果に依る。グラフ理論に関する業績は、マトロイドの基礎を据えた1933年の論文で最高点に達した。マトロイドは、1930年代半ばにホイットニーとB・L・ファン・デル・ヴェルデンにより独立に導入された現代組み合わせ論と表現論の基礎概念である。この論文で、ホイットニーはグラフのマトロイド M(G)についての色々な定理を証明した。その一つの定理である、現在ホイットニーの2-同型定理と呼ばれているものの言明は以下である。 GとHが孤立した頂点を持たないグラフであるとすると、 GとHが2-同型である時、その時に限り、M(G)とM(H)はグラフ同型である。
ホイットニーの関数の幾何学的性質への終生の関心はまた、この頃から始まった。このテーマに関する初期の業績は、ℝnの閉じた部分集合上で定義された関数を、ある滑らかな性質を持った全てのℝn上の関数へ拡張できる可能性についてのものである。この問題に対する完全な解法はチャールズ・フェファーマンにより2005年にようやく見出された。
1936年の論文では、C r 級の滑らかな多様体の定義を与え、十分に大きいrに対して、n次元の滑らかな多様体はℝ2n+1に埋め込まれ、ℝ2nにはめ込まれうることを証明した。(1944年、ホイットニーは後にホイットニートリックとして知られるようになるテクニックを使い、n > 2の場合には包容空間の次元を1だけ減らせることの証明を成し遂げた。)この基本的な結果は、我々が望むように、多様体は内在的にあるいは外在的に扱える可能性があることを示している。内在的な定義は、オズワルド・ヴェブレンとJ. H. C. ホワイトヘッドの業績より数年だけ早く発表された。これらの定理は、埋め込み、はめ込みとスムージングのより洗練された研究（すなわち、位相多様体上に様々な微分構造が入りうること）への道を開いた。
コホモロジー理論と特性類は1930年代後半に現れたが、ホイットニーはそれらの概念の主要な開発者の一人であり、代数トポロジーに対するホイットニーの業績は1940年代まで続いた。ホイットニーはまた、1940年代に関数の研究に戻り、10年前に定式化された拡張問題に関する仕事を続け、ローラン・シュヴァルツの1948年の論文『On Ideals of Differentiable Functions』における問題に答えた。
1950年代を通して、ホイットニーは特異空間のトポロジーと滑らかな写像の特異点にほとんどユニークな関心を抱いた。単体複体の概念にさえ暗に含まれているある古いアイデアは、特異空間をそれを滑らかなピース(現在「滑層]と呼ばれる)に分解して研究することだった。ホイットニーはこの定義において鋭い洞察力を発揮した最初の人であり、彼は良い「層化」が、現在ではホイットニーの条件と呼ばれる条件を満たさなければならないことを指摘した（ホイットニーはその条件を「A」「B」と呼んだ）。1960年代のルネ・トムとジョン・マザーの業績により、これらの条件は層化空間のとても強固な定義を与えることが示された。滑らかな写像の低次元における特異点は、後にルネ・トムの卓越した業績となるが、これを最初に研究したのはホイットニーであった。
著書『Geometric Integration Theory』で、ホイットニーは境界上の特異点に応用されるストークスの定理に対して理論的基礎を与えた。後、その話題に関するホイットニーの業績は、ジェニー・ハリソンの研究を刺激した。
ホイットニーの業績のこれらの側面は振り返ってみると、特異点理論の一般的な発展に、より統一化されたように見える。ホイットニーの純粋にトポロジーにおける業績（スティーフェル・ホイットニー類、ベクトル束に関する基本的な結果）は、より早く数学の主流となった。

### 教育活動

#### 若者への教育
1967年、ホイットニーは教育問題、特に小学校レベルでの問題にフルタイムで関わり始めた。
ホイットニーは、数学を教えるため、そして数学がどう教えられているかを観察するために、多くの年数を教室で過ごした。7年生の教室で代数の前段階の数学を教えることに4カ月を費やし、教師のための夏季コースを指揮した。ホイットニーはアメリカ合衆国と海外でそのテーマに関して講義をするために広く世界を回った。ホイットニーは、「数学の心配」が若者を数学から遠ざけていると感じ、これを取り除くことを目指して活動した。ホイットニーは、生徒に数学の決まった手順を記憶させることではなく、数学の内容が生徒自身の生活と関連していることを教えるというアイデアを広めた。

## 著作物の一部
ホイットニ－は82の著作物を発刊した。以下はその一部である。
- Whitney, Hassler (January 1932), “Congruent Graphs and the Connectivity of Graphs”, American Journal of Mathematics 54 (1):  150–168, doi:10.2307/2371086, hdl:10338.dmlcz/101067, JFM 58.0609.01, JSTOR 2371086, MR1506881, Zbl 0003.32804
- Whitney, Hassler (1933), “2-Isomorphic Graphs”, American Journal of Mathematics 55 (1):  245–254, doi:10.2307/2371127, JFM 59.1235.01, JSTOR 2371127, MR1506961, Zbl 0006.37005
- Whitney, H. (1957), Geometric Integration Theory, Princeton Mathematical Series, 21, Princeton, NJ and London: Princeton University Press and Oxford University Press, pp. XV+387, MR0087148, Zbl 0083.28204
- Whitney, Hassler (1968a), “The Mathematics of Physical Quantities. Part I”, The American Mathematical Monthly 75 (2):  115–138, doi:10.2307/2315883, JSTOR 2315883, MR0228219, Zbl 0186.57901
- Whitney, Hassler (1968b), “The Mathematics of Physical Quantities. Part II”, The American Mathematical Monthly 75 (3):  227–256, doi:10.2307/2314953, JSTOR 2314953, MR0228220, Zbl 0186.57901
- Whitney, Hassler (1972), Complex analytic varieties, Addison-Wesley Series in Mathematics, Reading-Menlo Park-London-Don Mills: Addison-Wesley, ISBN 0-201-08653-0, MR0387634, Zbl 0265.32008.
- Whitney, Hassler (1992a), Eells, James; Toledo, Domingo, eds., The collected papers of Hassler Whitney. Volume I., Contemporary Mathematicians, Basel–Boston–Stuttgart: Birkhäuser Verlag, pp. xiv+590, ISBN 0-8176-3558-0, Zbl 0746.01016
- Whitney, Hassler (1992b), Eells, James; Toledo, Domingo, eds., The collected papers of Hassler Whitney. Volume II., Contemporary Mathematicians, Boston–Basel–Berlin: Birkhäuser Verlag, pp. xiv+596, ISBN 0-8176-3559-9, Zbl 0746.01016

### 伝記上の文献
- ChernShiing-Shen「Hassler Whitney (23 March 1907-10 May 1989)」『Proc. Am. Philos. Soc.』第138巻、第3号、464–467頁、1994年9月。JSTOR 986754。.
- FisherElizabeth『Full list of Honorary Members』London Mathematical Society、2012年11月9日。2013年7月14日閲覧。.
- FowlerGlenn「Hassler Whitney, Geometrician; He Eased 'Mathematics Anxiety'」『The New York Times』1989年5月12日。2012年1月9日閲覧。.
- KendigKeith「Hassler Whitney」『Celebratio Mathematica』第2013巻、第1号、2013年8月。2014年11月27日閲覧。
- ThomRené「La vie et l'œuvre de Hassler Whitney」（French）『Comptes rendus de l'Académie des sciences. Série générale, La Vie des sciences』第7巻、第6号、473–476頁、1990年。MR1105198。Zbl 0722.01025。, available from Gallica.
- Hassler Whitney (1977). Moscow 1935: Topology Moving Towards America. pp. 97–117.

### 科学上の参考文献
- ChirkaEvgeniǐ Mikhaǐlovich『Complex analytic sets』 46巻、Kluwer Academic Publishers、Dordrecht-Boston-London〈Mathematics and Its Application (Soviet Series)〉、1989年。doi:10.1007/978-94-009-2366-9。ISBN 0-7923-0234-6。MR1111477。Zbl 0683.32002。.
- EpsteinMarcelo 著「Whitney's Geometric Integration and Its Use in Continuum Mechanics」、CaprizGianfranco; GrioliGiuseppe; MagenesEnrico ほか 編『Whence the Boundary Conditions in Modern Continuum Physics? (Roma 14–16 ottobre 2002)』 210巻、Accademia Nazionale dei Lincei、Roma〈Atti dei Convegni Lincei〉、2004年、127–137頁。オリジナルの2011年2月23日時点におけるアーカイブ。2016年4月30日閲覧。.
- FedererHerbert「Review: Geometric integration theory, by H. Whitney」『Bulletin of the American Mathematical Society』第64巻、第1号、38–41頁、1958年。doi:10.1090/s0002-9904-1958-10143-3。.
- NadisSteve; YauShing-Tung「Chapter 4. Analysis and Algebra Meet Topology: Marston Morse, Hassler Whitney, and Saunders Mac Lane」『A History in Sum』Harvard University Press、Cambridge, MA、2013年、86–115頁。doi:10.4159/harvard.9780674726550。ISBN 978-0-674-72500-3。JSTOR j.ctt6wpqft。MR3100544。Zbl 1290.01005。 (e-book: ISBN 978-0-674-72655-0).
- OxleyJames『Matroid Theory』 3巻、The Clarendon Press, Oxford University Press、Oxford〈Oxford Graduate Texts in Mathematics〉、1992年、xii+532頁。ISBN 0-19-853563-5。MR1207587。Zbl 0784.05002。.
- ShieldsAllen「Differentiable manifolds: Weyl and Whitney」『The Mathematical Intelligencer』第10巻、第2号、5–8頁、1988年。doi:10.1007/bf03028349。MR0932157。Zbl 0645.01012。.